# Gasita
Gasita é uma vila localizada no Distrito do Sul em Botswana. Possuía, em 2011, uma população estimada de 1 063 habitantes.